# Oscar Piastri
Oscar Jack Piastri (* 6. April 2001 in Melbourne, Victoria) ist ein australischer Automobilrennfahrer. Er wurde 2020 Meister in der FIA-Formel-3-Meisterschaft und wiederholte diesen Erfolg 2021 in der FIA-Formel-2-Meisterschaft. Nachdem er sich 2022 als Testfahrer für das Alpine F1 Team in der Formel 1 betätigte, geht er seit der Saison 2023 als Teamkollege von Lando Norris für McLaren Racing als Stammfahrer an den Start.

## Karriere

### Kartsport (2011–2015)
Piastri begann seine Fahrerkarriere 2011 im Kartsport in Australien. Er nahm an mehreren lokalen Rennserien teil und gewann 2014 seine ersten Titel. Er wurde in der Klasse Junior Clubman Stadtmeister von Melbourne, South Australian State Champion und belegte den zweiten Platz in der landesweiten Australian Kart Championship. Er verlagerte im Anschluss seine Aktivitäten schrittweise nach Europa und gewann noch weitere lokale Titel in Australien. 2016 startete er für Ricky Flynn Motorsport in der Kart-Weltmeisterschaft und belegte den sechsten Platz in der Kategorie OK-Junior. Ein letzter Erfolg war der erneute Gewinn der Stadtmeisterschaft von Melbourne.

### Formel 4 (2016–2017)

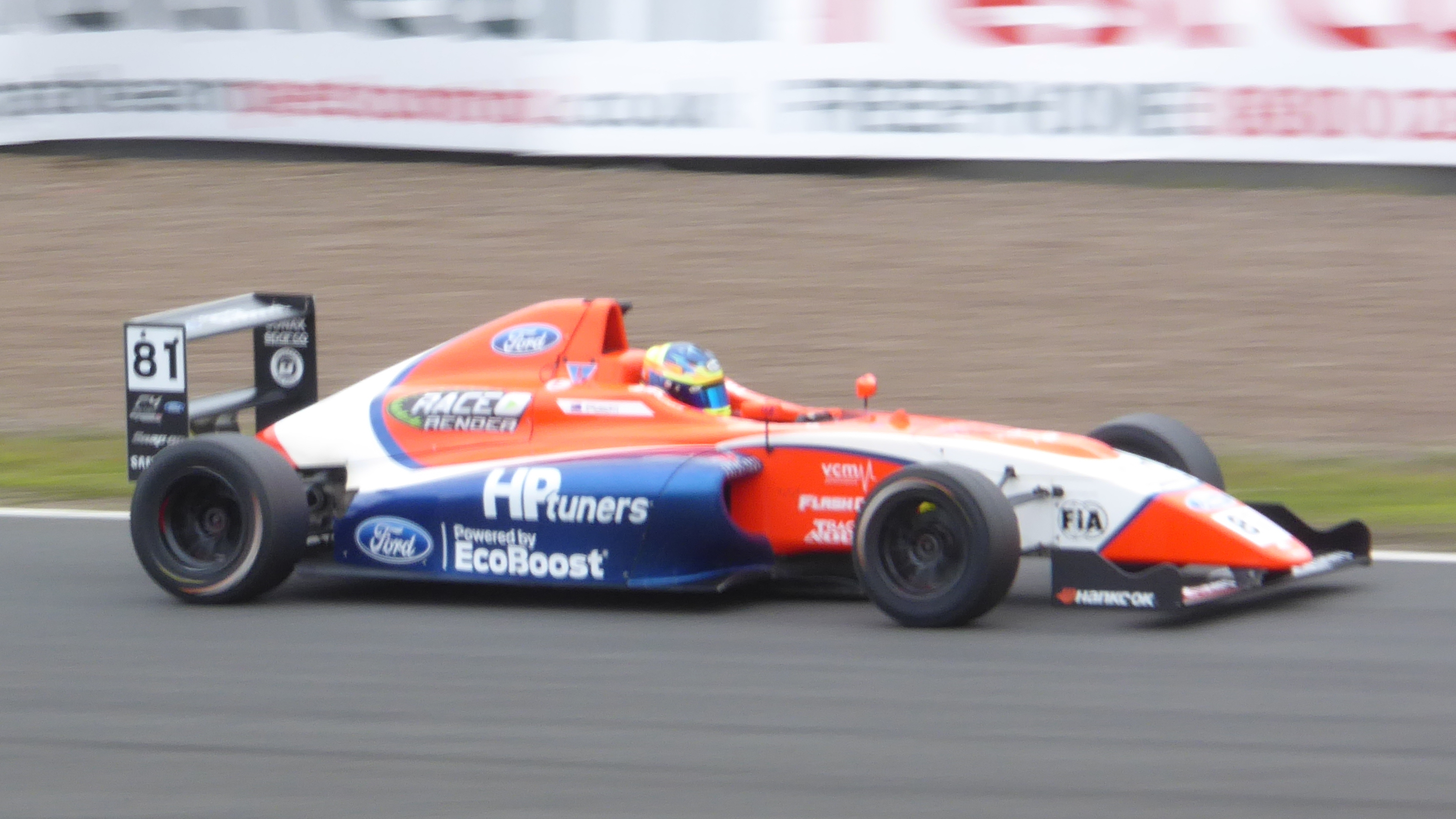
Piastri in der britischen Formel 4, 2017

Im Oktober 2016 gab Piastri in der Formel-4-Meisterschaft der Vereinigten Arabischen Emirate sein Debüt im Monopostosport. Er wurde vom Team Dragon F4 in der Premierensaison 2016/2017 für drei Rennen verpflichtet und erzielte als beste Saisonergebnisse zwei dritte Plätze. Er belegte am Saisonende den sechsten Platz der Fahrerwertung. 2017 wechselte Piastri in die britische Formel-4-Meisterschaft und wurde Teamkollege von Ayrton Simmons und Alex Quinn bei Arden International. Das Team verfügte in der Saison über eines der schnellsten Fahrzeuge und Piastri setzte sich deutlich gegen seine Teamkollegen durch. Er gewann sechs Rennen und erzielte neun zusätzliche Podiumsplätze. Letztendlich belegte er hinter Jamie Caroline, der durch eine lange Siegesserie am Saisonanfang mit großem Vorsprung Meister wurde, den zweiten Platz. Zu diesem Zeitpunkt wurde er laut Christian Horner als Wunschkandidat für das Nachwuchsprogramm von Red Bull Racing gehandelt, eine Verpflichtung kam allerdings nicht zustande.

### Formel Renault Eurocup (2018–2019)

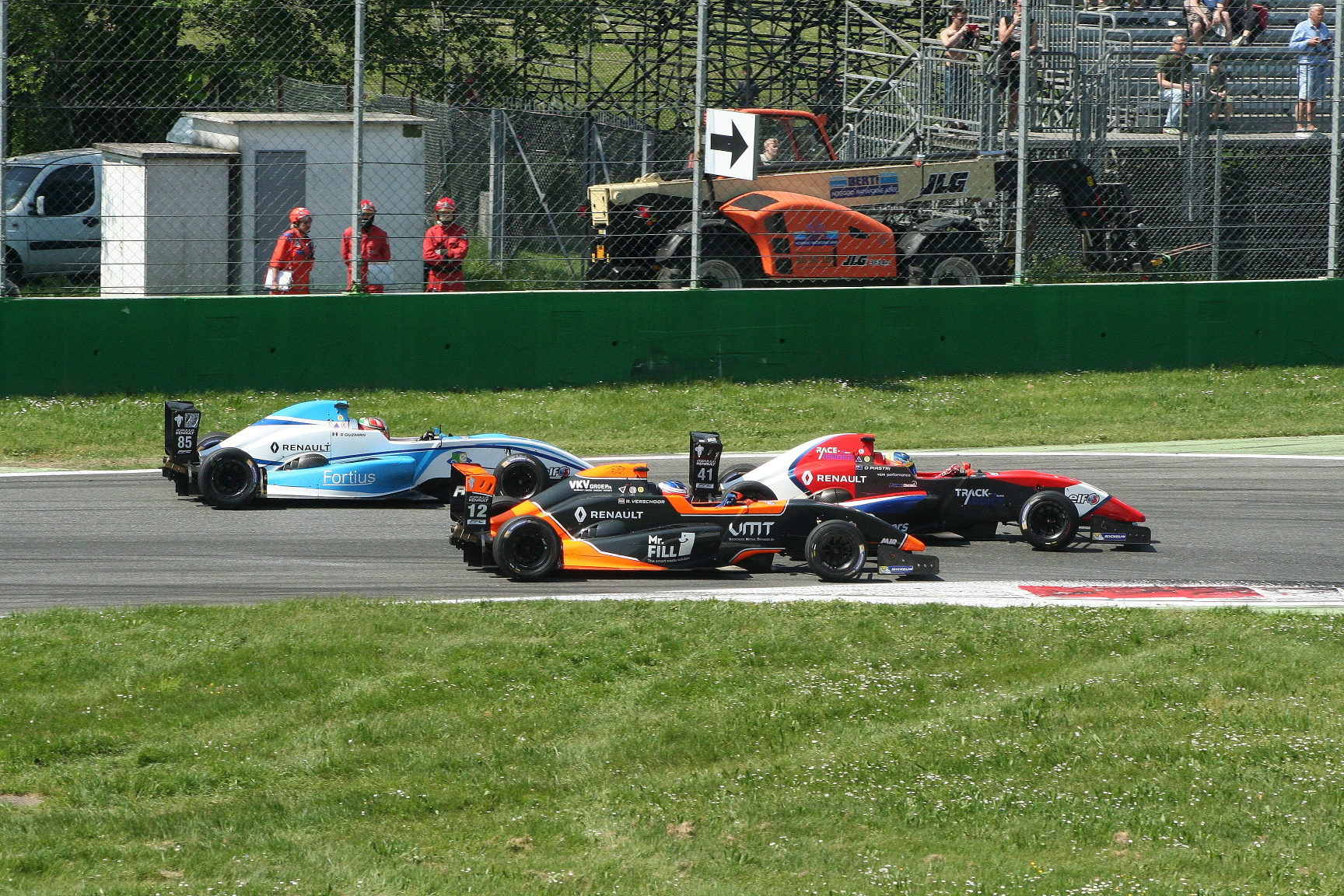
Piastri (vorn) im Positionskampf, Monza, 2018

2018 stieg Piastri in den Formel Renault Eurocup auf. Er blieb Stammfahrer bei Arden, seine Teamkollegen waren Sami Taoufik sowie die russischen Piloten Nikita Volegov und Aleksandr Vartanyan, die sich ein drittes Fahrzeug teilten. Zwar konnte Piastri nicht um Siege oder Titel mitfahren, beendete aber einen Großteil der Rennen in den Punkten und erreichte als bestes Saisonergebnis drei Podiumsplätze. Er setzte sich deutlich gegen seine Teamkollegen durch, die nur vereinzelt punkten konnten und beendete das Jahr auf dem achten Platz der Fahrerwertung. Für die Saison 2019 wurde Piastri vom französischen Rennstall R-ace GP unter Vertrag genommen, die zu diesem Zeitpunkt zum zweiten Mal in Folge den amtierenden Meister stellten. Seine Teamkollegen waren Alexander Smoljar und Caio Collet. Piastri konnte bereits bei der zweiten Veranstaltung des Jahres auf dem Silverstone Circuit beide Rennen gewinnen. Er gewann im Saisonverlauf noch fünf weitere Rennen und schließlich die Meisterschaft, nachdem er sich mit 320 zu 312,5 Punkten gegen Victor Martins durchgesetzt hatte. Nach diesem Erfolg wurde er in das Förderprogramm von Renault F1, die Renault Driver Academy, aufgenommen.

### Formel 3 (2020)
Bereits im Oktober 2018 hatte Piastri bei den Testtagen im Anschluss an das Saisonfinale auf dem Yas Marina Circuit in Abu Dhabi für Trident Racing einen Formel-3-Rennwagen der damaligen GP3-Serie getestet, ein Engagement ergab sich aber nicht.
Für die Saison 2020 der FIA-Formel-3-Meisterschaft wurde Piastri auf Vermittlung von Renault vom amtierenden Meisterteam, Prema Racing, unter Vertrag genommen, nachdem er bereits im Oktober des Vorjahres in Valencia für das Team getestet hatte. Seine Teamkollegen wurden Frederik Vesti und Logan Sargeant. Erneut stellte Prema seinen Fahrern das beste Material zur Verfügung und die drei Piloten sowie Théo Pourchaire lieferten sich um den Meistertitel untereinander einen engen Kampf über die komplette Saison. Piastri gewann auf dem Red Bull Ring das Auftaktrennen der Saison, nachdem er vom dritten Startplatz kommend bereits in der ersten Kurve die Führung übernommen hatte. Außerdem siegte er beim Sprintrennen auf dem Circuit de Barcelona-Catalunya in Spanien. Zusätzlich dazu erzielte er sechs Podiumsplatzierungen. Zu Beginn der vier letzten Saisonläufe auf dem Autodromo Nazionale di Monza lag Piastri zunächst deutlich hinter seinem Teamkollegen Sargeant, doch profitierte er von drei punktelosen Rennen des US-Amerikaners und gewann mit 164 Punkten den Meistertitel knapp vor Pourchaire mit 161 und Sargeant mit 160 Punkten.

### Formel 2 (2021)

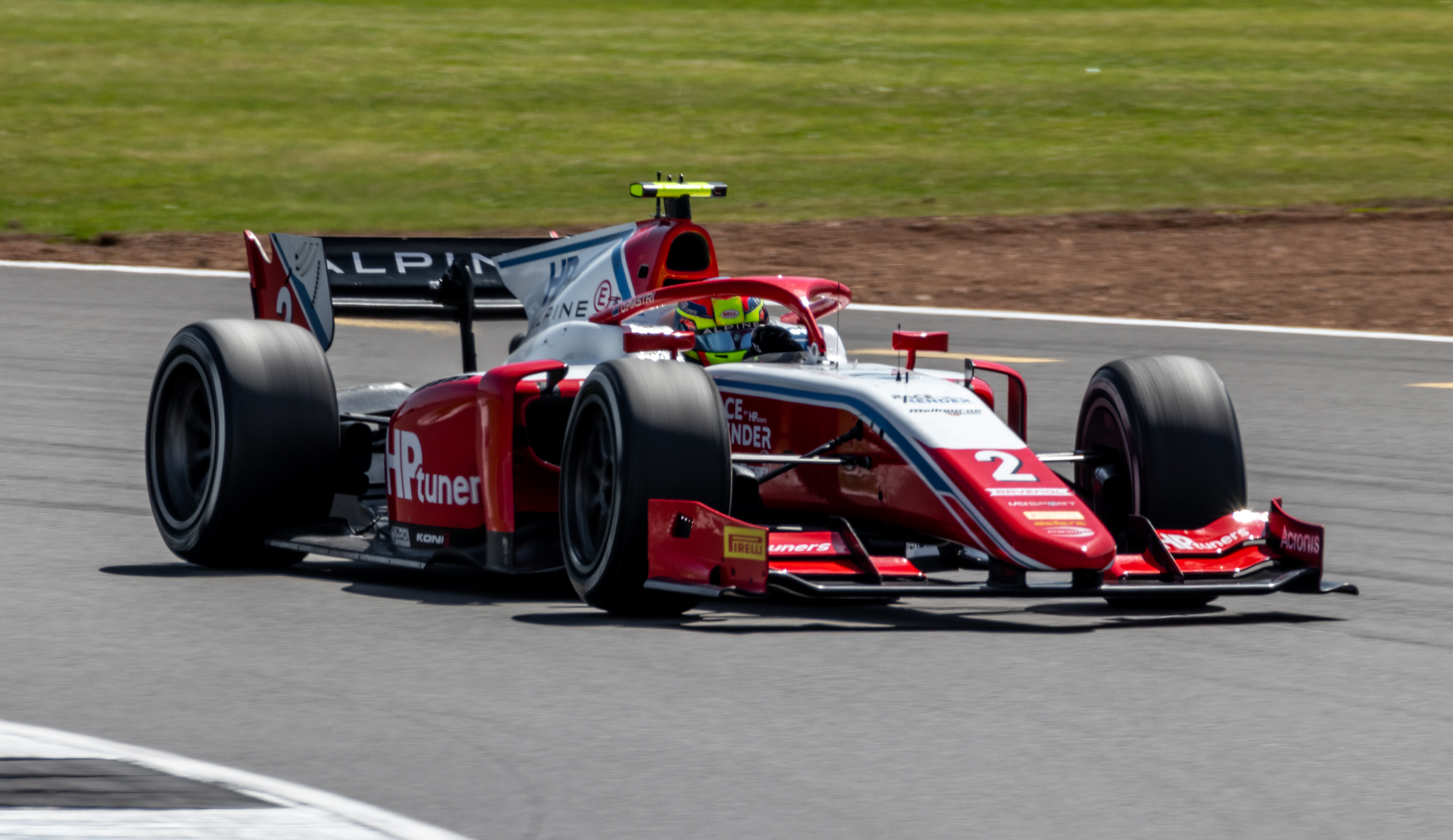
Piastri im Prema in der Formel 2, 2021

Nach seinem Meistertitel wurde Piastri von Prema für die Saison 2021 der FIA-Formel-2-Meisterschaft als Nachfolger von Mick Schumacher verpflichtet, der 2020 den Meistertitel gewonnen und in die Formel 1 aufgestiegen war. Robert Schwarzman verblieb als zweiter Stammfahrer im Team. Das erste Rennen der Saison beendete Piastri auf dem fünften Platz, seinen ersten Saisonsieg erzielte er gleich danach beim zweiten Rennen auf dem Bahrain International Circuit nach einem Überholmanöver gegen Zhou Guanyu in der letzten Runde. Im Hauptrennen fiel er nach einer Kollision mit Daniel Ticktum zwei Runden vor dem Ziel in Führung liegend aus. Bei den Rennen auf dem Circuit de Monaco erzielte Piastri zwei zweite Plätze und einen achten Platz. Nach einem engen Duell mit Zhou kristallisierte sich aber spätestens ab dem letzten Saisondrittel Piastri als der klare Titelfavorit heraus, der mit fünf Siegen am Saisonende diese Ambitionen unterstrich. So gewann er mit einem komfortablen Vorsprung von 60,5 Punkten vor seinem Teamkollegen Schwarzman bereits in der Debütsaison den Meistertitel, Zhou wurde kurz hinter ihm Dritter.

### Formel 1 (seit 2022)

#### 2022: Testfahrer bei Alpine und Vertragsstreit

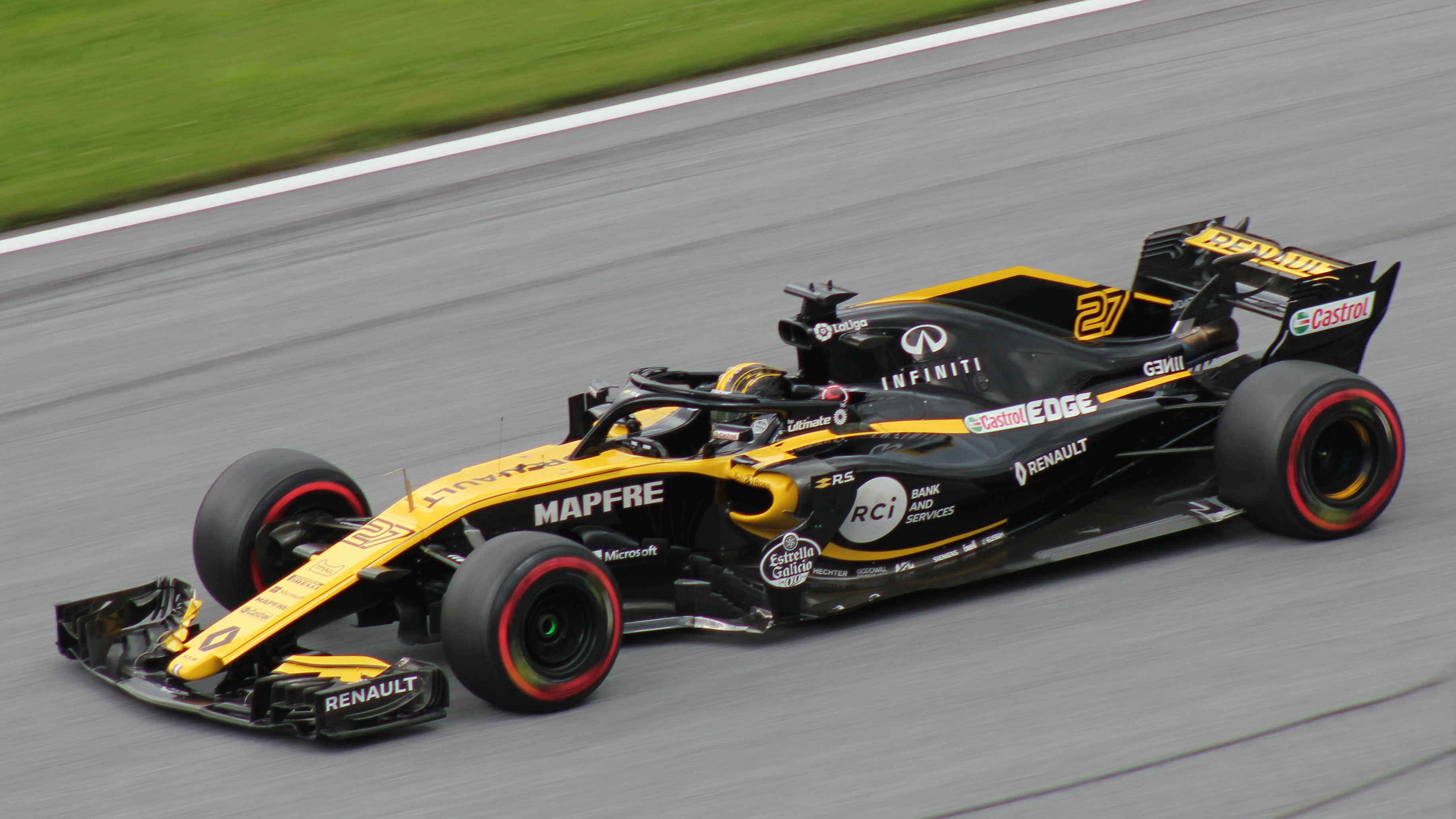
Renault R.S.18 aus der Saison 2018, mit dem Piastri im Herbst 2020 seine ersten Formel-1-Erfahrungen sammelte

Ende Oktober 2020 steuerte Piastri in Bahrain mit dem Renault R.S.18 im Zuge eines Testtages für Nachwuchsfahrer und als Belohnung für seine kurz zuvor gewonnene Meisterschaft in der Formel 3 erstmals ein Formel-1-Fahrzeug. Ein Jahr später im November 2021 wurde bekannt gegeben, dass er offizieller Test- und Ersatzfahrer für das inzwischen als Alpine F1 Team bezeichnete Renault-Werksteam in der Formel-1 Weltmeisterschaft 2022 sein wird. Zeitgleich wurde er im Zuge eines Abkommens zwischen den Rennställen bei McLaren Racing Teil einer Gruppe von Fahrern, die nach Bedarf und Wunsch des Teams als Ersatzfahrer verpflichtet werden können. Als amtierender Meister der FIA-Formel-2-Meisterschaft durfte er dort nicht erneut an den Start gehen. Piastri kam im Gegensatz zu Nico Hülkenberg und Nyck de Vries, die jeweils vereinzelt für die erkrankten Stammfahrer ihrer Teams nachrückten, zu keinem Renneinsatz. Er testete aber sowohl offiziell im Rahmen des Freitagstrainings für Alpine als auch privat mit einem älteren Formel-1-Fahrzeug für McLaren.
Anfang August 2022 gab Alpine in einer Pressemitteilung bekannt, dass Piastri für die Saison 2023 zum Stammfahrer neben Esteban Ocon befördert und Nachfolger von Fernando Alonso werden soll, dessen Vertrag am Saisonende auslief. Piastri selbst hatte laut eigener Aussage aber keinen entsprechenden Vertrag unterschrieben und löste durch einen entsprechenden Post auf dem Kurznachrichtendienst Twitter ein internationales Medienecho aus. Alpine-Teamchef Otmar Szafnauer kritisierte diese Aussage des langjährigen Renault/Alpine-Nachwuchsfahrers scharf, drohte rechtliche Schritte an und äußerte, dass er von Piastri „mehr Loyalität“ erwartet habe. Die Angelegenheit wurde letztendlich vom Contract Recognition Board, einer unabhängigen Schlichtungsstelle für Streitigkeiten im internationalen Motorsport, verhandelt und zugunsten Piastris entschieden. Bei einem Urteil zugunsten von Alpine hätte der Rennstall dagegen millionenschwere Schadenersatzzahlungen beim zukünftigen Arbeitgeber Piastris geltend machen können. Im Zuge der Untersuchungen stellte sich zusätzlich heraus, dass Piastri bereits im Juli 2022 einen Vertrag mit McLaren Racing unterschrieben hatte, den das Team kurz nach dem Urteil offiziell verkündete. Als Reaktion trennte sich Alpine im November 2022 von ihrer Chefjuristin und kündigte bereits vorher an, maßgebliche Grundsätze des kostenintensiven, teameigenen Juniorprogramms bis hin zur möglichen Einstellung des Projektes überdenken zu wollen.

#### 2023: Debütsaison für McLaren

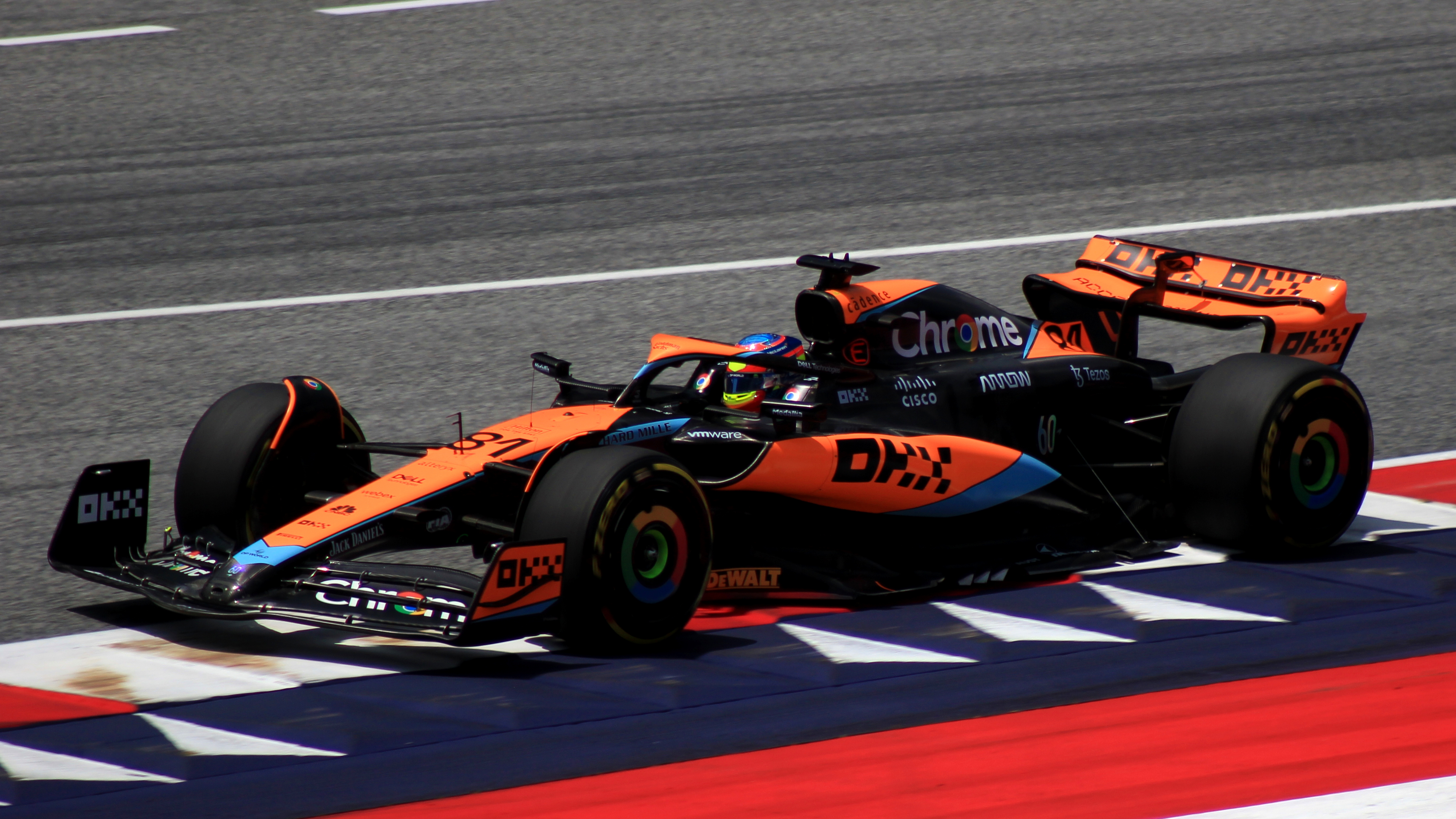
Piastri beim Großen Preis von Österreich 2023

In der Formel-1 Weltmeisterschaft 2023 ging Piastri als Teamkollege von Lando Norris und Nachfolger von Daniel Ricciardo bei McLaren Racing an den Start. Er nahm für das Team bereits an den offiziellen Nachsaisontests 2022 in Abu Dhabi teil, nachdem Alpine einer vorzeitigen Vertragsauflösung zugestimmt hatte. Sein Debüt als Stammfahrer gab Piastri beim Großen Preis von Bahrain 2023, musste aber nach nur 13 gefahrenen Runden aufgrund technischer Probleme aufgeben. Bei seinem Heimrennen in Australien erzielte er als Achter seine ersten Punkte in der Formel 1. In Monaco punktete Piastri erneut, als er als Zehnter ins Ziel kam. Zur Saisonmitte führte McLaren umfangreiche Änderungen an seinen Fahrzeugen durch, was sich sehr positiv auf die Konkurrenzfähigkeit des McLaren MCL60 auswirkte. Piastri, der in der ersten Saisonhälfte nur zweimal in die Punkte fahren konnte, erreichte beim Großen Preis von Großbritannien den vierten und beim Großen Preis von Ungarn den fünften Platz. Das Sprintrennen im Rahmen des Großen Preises von Belgien schloss er auf dem zweiten Platz ab, nachdem er das Rennen einige Runden lang sogar angeführt hatte. Im eigentlichen Großen Preis musste Piastri aufgrund einer Kollision mit Carlos Sainz in der ersten Rennrunde aufgeben. Beim Großen Preis von Japan wurde er Dritter und erzielte somit seinen ersten Podiumsplatz in der Formel 1. In Katar konnte sich Piastri seine erste Sprintpole als auch seinen ersten Sprintsieg sowie als Zweiter im Hauptrennen einen weiteren Podiumsplatz sichern. Er beendete seine erste Formel-1-Saison mit 97 Punkten auf dem neunten Platz der Fahrerwertung.

#### 2024: Erste Grand-Prix-Siege

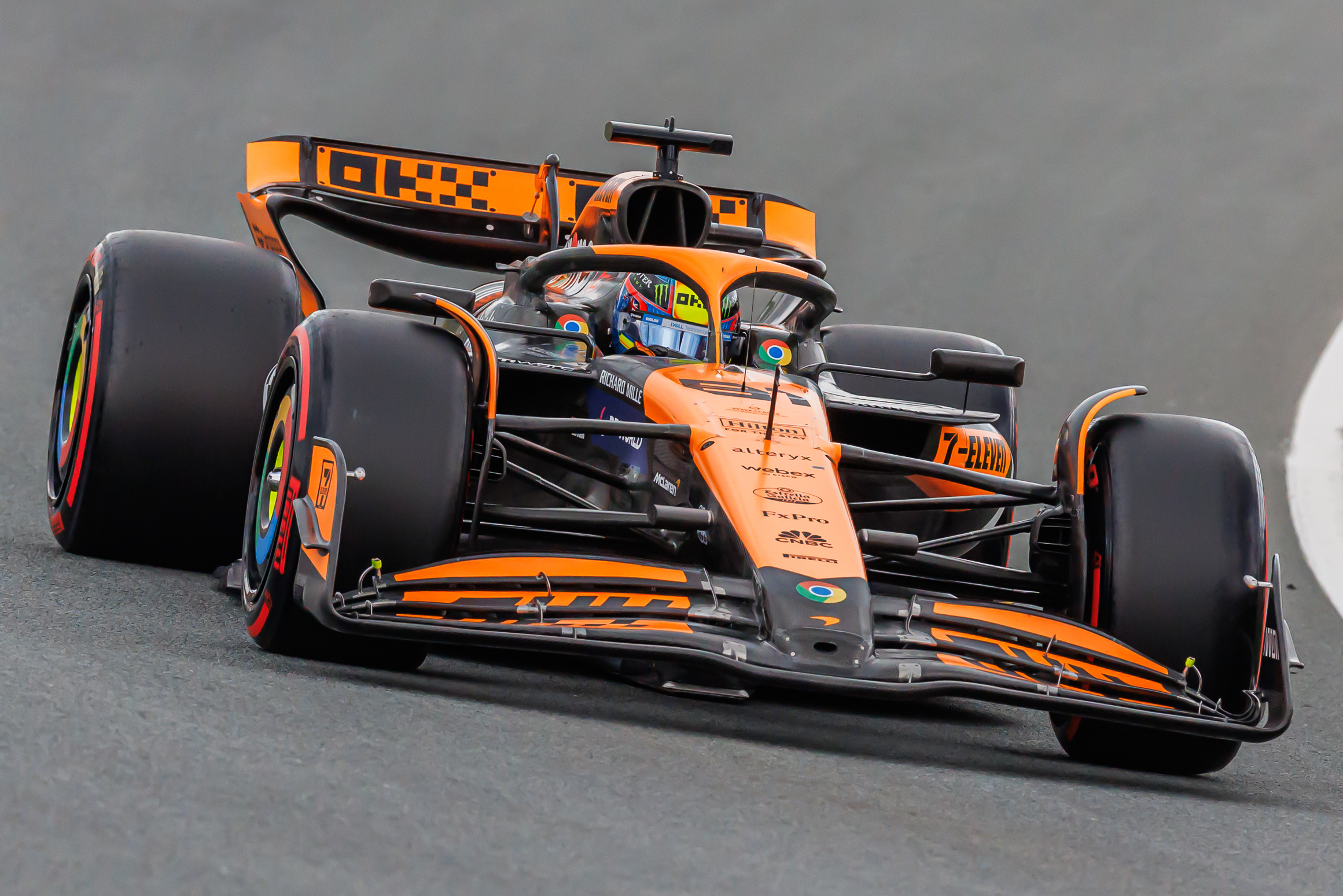
Piastri im McLaren MCL38, 2024

Bereits am 20. September 2023 gaben McLaren und Piastri eine Verlängerung der Zusammenarbeit bis Ende 2026 bekannt. Entsprechend startete er in der Formel-1-Weltmeisterschaft 2024 weiter für das Team, sein Teamkollege war wieder Lando Norris. Der starke Aufwärtstrend der Vorsaison im Team setzte sich fort und die McLaren gehörten zu den schnellsten Wagen im Feld. Das erste Rennen, den Großen Preis von Bahrain, beendete Piastri auf dem achten Platz. Beim Rennen in Monaco am 26. Mai konnte er mit dem zweiten Platz sein erstes Podium der Saison erringen, in Österreich wiederholte er diesen Erfolg. Seinen ersten Sieg erzielte er zwei Rennen später beim Großen Preis von Ungarn, nachdem er bereits am Start seinen auf der Pole-Position stehenden Teamkollegen hatte überholen und die Führung übernehmen können. Piastri stellte damit den ewigen Rekord auf, der erste Grand-Prix-Sieger zu sein, der im 21. Jahrhundert geboren wurde. Diesem Erfolg vorausgegangen war eine Stallorder des Teams, bei der der deutlich schneller fahrende Norris, der aufgrund von Fehlern in der Boxenstoppstrategie des Teams in den Schlussrunden vor seinem Teamkollegen lag, aufgefordert wurde, ihn wieder vorbeizulassen. In Aserbaidschan gelang Piastri der zweite Sieg seiner Formel-1-Karriere. Im weiteren Verlauf der Saison erzielte er in Singapur sowie beim Großen Preis von Katar jeweils mit einem dritten Rang einen Podestplatz. In Katar siegte er überdies im Sprint.
Piastri beendete die Saison mit 292 Punkten auf dem vierten Platz in der Fahrerwertung, musste sich aber seinem Teamkollegen Norris, der 374 Punkte und den zweiten Platz erreichte, geschlagen geben. Mit 666 Punkten gelang McLaren der Gewinn der Konstrukteursmeisterschaft, es war der erste Sieg des Teams in dieser Kategorie seit der Formel-1-Weltmeisterschaft 1998.

#### 2025: Im Titelkampf

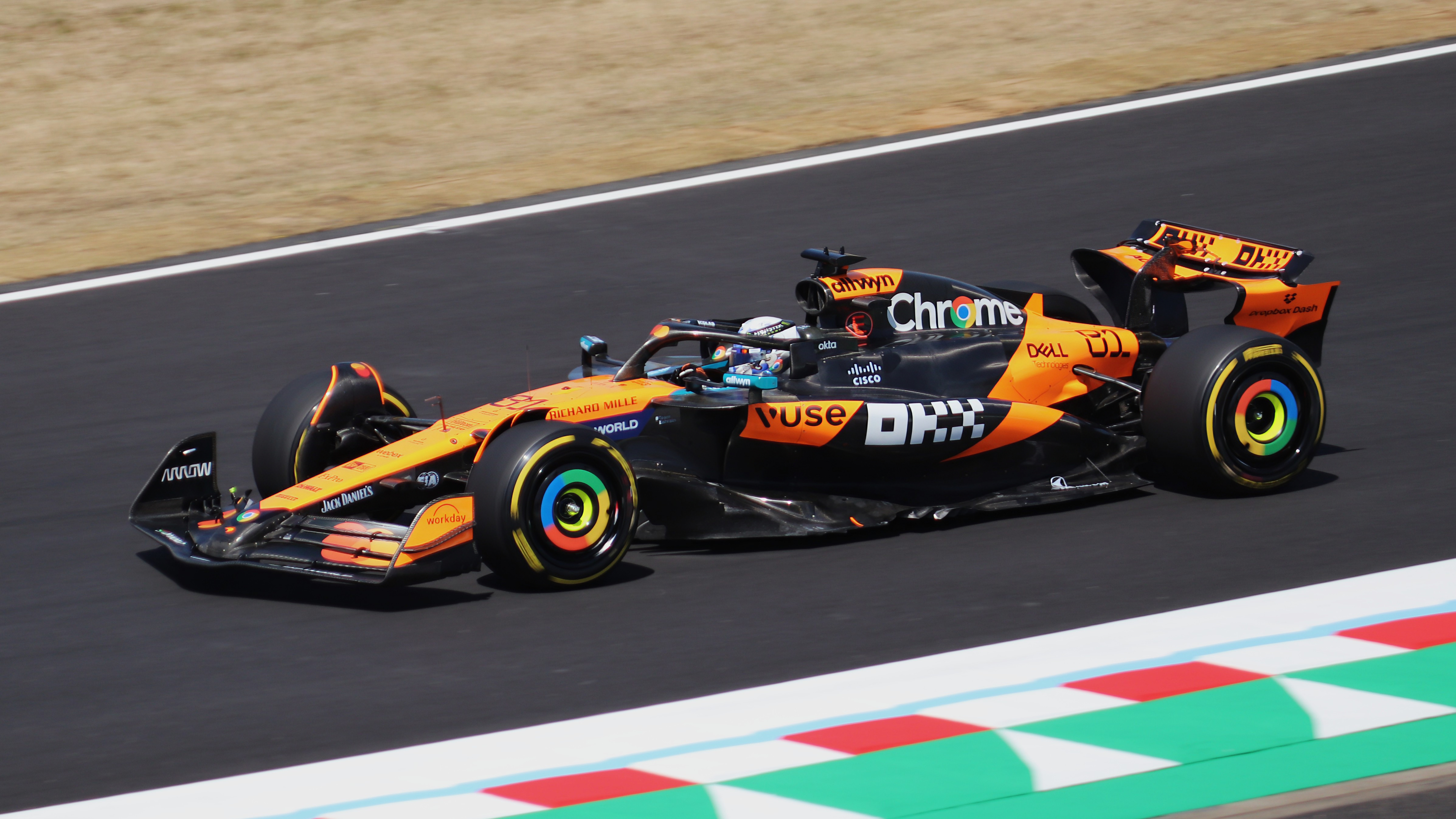
Piastri im McLaren MCL39 in Japan, 2025

Wenige Tage vor Beginn der Formel-1-Weltmeisterschaft 2025 verlängerte McLaren den Vertrag mit Piastri vorzeitig bis zur Saison 2028. Lando Norris blieb Piastris Teamkollege. In den Vorsaisontests deuteten die Rundenzeiten des neuen McLaren MCL39 auf eine gelungene Verbesserung des Vorjahreswagens mit Potential für Titelgewinne hin. Die erste Saisonhälfte bestätigte dieses Bild: Piastri fand sich im engen Meisterschaftskampf mit seinem Teamkollegen Norris wieder und die Konkurrenz mit dem amtierenden Weltmeister Max Verstappen konnte die McLaren nur vereinzelt schlagen. Piastri gewann in China, Bahrain, Saudi-Arabien, Miami und Spanien und konnte so schon früh die Führung in der Meisterschaft übernehmen. McLaren vergab im Gegensatz zum Vorjahr, in dem Norris klar die besseren Ergebnisse erzielte, keine teaminterne Priorität und griff nicht in das Duell ihrer beiden Fahrer ein.
Beim Großen Preis von Kanada kam es zu einer Kollision der Teamkollegen, als Norris aufgrund einer Fehleinschätzung während eines Überholversuchs Piastri rammte und aufgrund der dabei erlittenen Schäden am Fahrzeug das Rennen aufgeben musste. Den folgenden Lauf in Österreich verlor Piastri aufgrund von Strategiefehlern an den klar langsameren Norris, nachdem sich beide mit ihren der Konkurrenz deutlich überlegenen Fahrzeugen das ganze Rennen über ein enges Duell um den Sieg geliefert hatten. Auch in Großbritannien war Piastri lange Zeit der schnellere Fahrer, wurde aufgrund eines Regelverstoßes am Ende der Safety-Car-Phase aber mit 10 Strafsekunden belegt und musste sich erneut hinter Norris mit dem zweiten Platz begnügen. Beim Großen Preis von Belgien konnte er den von der Pole-Position startenden Norris bereits in der ersten Runde überholen und das Rennen gewinnen, in Ungarn dagegen stellte sich erneut die bekannte Situation ein, in der Piastri deutlich schneller als Norris war, aber hinter ihm als Zweiter ins Ziel kam. Dadurch verringerte sich der Abstand zwischen beiden Fahrern auf 9 Punkte.

## Trivia

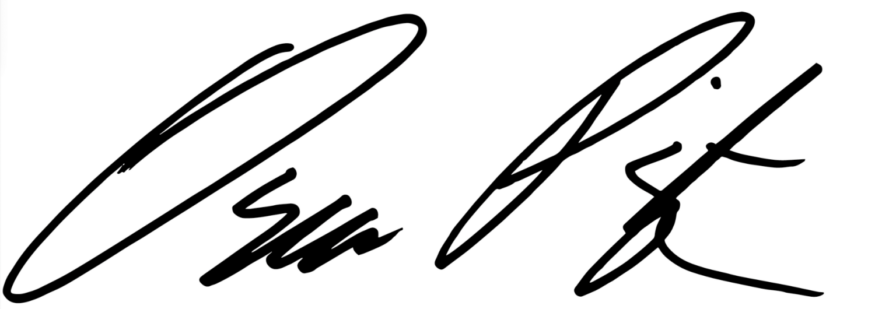
Unterschrift Piastris

Piastri nahm als Kind an Wettbewerben mit funkferngesteuerten Modellautos teil, belegte in der australischen, von der International Federation of Model Auto Racing sanktionierten Meisterschaft den zweiten Platz und dachte ursprünglich über diesen Karriereweg nach.
Er gehört mit Nico Rosberg, Lewis Hamilton, Nico Hülkenberg, Charles Leclerc und George Russell zur Gruppe der Fahrer, die die FIA-Formel-2-Meisterschaft bzw. ihren Vorgänger, die GP2-Serie, bereits in ihrer Debütsaison gewinnen konnten.
Der ehemalige Formel-1-Fahrer Mark Webber ist seit 2020 Piastris Manager.
Piastri wählte die #81 als seine permanente Startnummer in der Formel 1.

## Statistik

### Karrierestationen
- 2011–2016: Kartsport
- 2016/17: Formel 4 (VAE) (Platz 6)
- 2017: Britische Formel 4 (Platz 2)
- 2018: Formel Renault Eurocup (Platz 8)
- 2019: Formel Renault Eurocup (Meister)
- 2020: Formel 3 (Meister)
- 2021: Formel 2 (Meister)
- 2022: Formel 1 (Testfahrer)
- 2023: Formel 1 (Platz 9)
- 2024: Formel 1 (Platz 4)

### Einzelergebnisse in der Formel-4-Meisterschaft der Vereinigten Arabischen Emirate
| Jahr    | Team      | 1   | 2   | 3   | 4   | 5   | 6   | 7   | 8   | 9   | 10  | 11  | 12  | 13  | 14  | 15  | 16  | 17  | 18  | 19  | 20  | 21  | Punkte | Rang |
| ------- | --------- | --- | --- | --- | --- | --- | --- | --- | --- | --- | --- | --- | --- | --- | --- | --- | --- | --- | --- | --- | --- | --- | ------ | ---- |
| 2016/17 | Dragon F4 | YM1 | YM1 | YM1 | DA1 | DA1 | DA1 | YM2 | YM2 | YM2 | YM2 | DA2 | DA2 | DA2 | YM3 | YM3 | YM3 | YM3 | YM4 | YM4 | YM4 | YM4 | 94     | 6.   |
| 2016/17 | Dragon F4 |     |     |     |     |     |     | 6   | 5   | 4   | 5   | 4   | 4   | 6   | 3   | 6   | 3   | 6   |     |     |     |     | 94     | 6.   |

### Einzelergebnisse in der britischen Formel-4-Meisterschaft
| Jahr | Team                         | 1   | 2   | 3   | 4   | 5   | 6   | 7   | 8   | 9   | 10  | 11  | 12  | 13  | 14  | 15  | 16  | 17  | 18  | 19  | 20  | 21  | 22  | 23  | 24  | 25  | 26  | 27  | 28  | 29  | 30  | 31  | Punkte | Rang |
| ---- | ---------------------------- | --- | --- | --- | --- | --- | --- | --- | --- | --- | --- | --- | --- | --- | --- | --- | --- | --- | --- | --- | --- | --- | --- | --- | --- | --- | --- | --- | --- | --- | --- | --- | ------ | ---- |
| 2017 | TRS Arden Junior Racing Team | BH1 | BH1 | BH1 | DON | DON | DON | THR | THR | THR | OUL | OUL | OUL | CRO | CRO | CRO | SNE | SNE | SNE | KNO | KNO | KNO | KNO | ROC | ROC | ROC | SIL | SIL | SIL | BH2 | BH2 | BH2 | 376,5  | 2.   |
| 2017 | TRS Arden Junior Racing Team | 3   | 6   | 2   | 5   | 5   | 2   | 7   | 3   | 6   | 6   | 1   | C   | 2   | 2   | 3   | 1   | 7   | 1   | 1   | 6   | 8   | 1   | DNF | 10  | DNF | 3   | 3   | 1   | 4   | 5   | 5   | 376,5  | 2.   |

### Einzelergebnisse im Formel Renault Eurocup
| Jahr | Team     | 1   | 2   | 3   | 4   | 5   | 6   | 7   | 8   | 9   | 10  | 11  | 12  | 13  | 14  | 15  | 16  | 17  | 18  | 19  | 20  | Punkte | Rang |
| ---- | -------- | --- | --- | --- | --- | --- | --- | --- | --- | --- | --- | --- | --- | --- | --- | --- | --- | --- | --- | --- | --- | ------ | ---- |
| 2018 | Arden    | FRA | FRA | ITA | ITA | GBR | GBR | MON | MON | AUT | AUT | BEL | BEL | HUN | HUN | DE1 | DE1 | DE2 | DE2 | SPA | SPA | 110    | 8.   |
| 2018 | Arden    | 6   | 5   | 12  | Ret | 11  | 4   | 13  | 12  | 6   | 9   | 3   | 9   | 7   | 4   | 15  | 7   | 3   | 2   | 16  | 11  | 110    | 8.   |
| 2019 | R-ace GP | ITA | ITA | GBR | GBR | MON | MON | FRA | FRA | BEL | BEL | DE1 | DE1 | HUN | HUN | SPA | SPA | DE2 | DE2 | VAE | VAE | 320    | 1.   |
| 2019 | R-ace GP | 18  | 4   | 1   | 1   | 4   | 5   | 2   | 6   | 1   | 4   | 1   | 1   | DNS | 1   | 5   | 3   | 2   | 2   | 1   | 4   | 320    | 1.   |

### Einzelergebnisse in der FIA-Formel-3-Meisterschaft
| Jahr | Team         | 1   | 2   | 3   | 4   | 5   | 6   | 7   | 8   | 9   | 10  | 11  | 12  | 13  | 14  | 15  | 16  | 17  | 18  | Punkte | Rang |
| ---- | ------------ | --- | --- | --- | --- | --- | --- | --- | --- | --- | --- | --- | --- | --- | --- | --- | --- | --- | --- | ------ | ---- |
| 2020 | Prema Racing | AT1 | AT1 | AT2 | AT2 | HUN | HUN | GB1 | GB1 | GB2 | GB2 | ESP | ESP | BEL | BEL | IT1 | IT1 | IT2 | IT2 | 164    | 1.   |
| 2020 | Prema Racing | 1   | 8   | 4   | 5   | 2   | 2   | 2   | DNF | 7   | 6   | 6   | 1   | 5   | 6   | 3   | DNF | 11  | 7   | 164    | 1.   |

### Einzelergebnisse in der FIA-Formel-2-Meisterschaft
| Jahr | Team         | 1   | 2   | 3   | 4   | 5   | 6   | 7   | 8   | 9   | 10  | 11  | 12  | 13  | 14  | 15  | 16  | 17  | 18  | 19  | 20  | 21  | 22  | 23  | 24  | Punkte | Rang |
| ---- | ------------ | --- | --- | --- | --- | --- | --- | --- | --- | --- | --- | --- | --- | --- | --- | --- | --- | --- | --- | --- | --- | --- | --- | --- | --- | ------ | ---- |
| 2021 | Prema Racing | BHR | BHR | BHR | MON | MON | MON | ASE | ASE | ASE | GBR | GBR | GBR | ITA | ITA | ITA | RUS | RUS | RUS | KSA | KSA | KSA | UAE | UAE | UAE | 252,5  | 1.   |
| 2021 | Prema Racing | 5   | 1   | 19* | 8   | 2   | 2   | DNF | 8   | 2   | 6   | 4   | 3   | 4   | 7   | 1   | 9   | C   | 1   | 8   | 1   | 1   | 3   | DNF | 1   | 252,5  | 1.   |

| Legende  | Legende            | Legende                                                          |
| Farbe    | Abkürzung          | Bedeutung                                                        |
| -------- | ------------------ | ---------------------------------------------------------------- |
| Gold     | –                  | Sieg                                                             |
| Silber   | –                  | 2. Platz                                                         |
| Bronze   | –                  | 3. Platz                                                         |
| Grün     | –                  | Platzierung in den Punkten                                       |
| Blau     | –                  | Klassifiziert außerhalb der Punkteränge                          |
| Violett  | DNF                | Rennen nicht beendet (did not finish)                            |
| Violett  | NC                 | nicht klassifiziert (not classified)                             |
| Rot      | DNQ                | nicht qualifiziert (did not qualify)                             |
| Rot      | DNPQ               | in Vorqualifikation gescheitert (did not pre-qualify)            |
| Schwarz  | DSQ                | disqualifiziert (disqualified)                                   |
| Weiß     | DNS                | nicht am Start (did not start)                                   |
| Weiß     | WD                 | zurückgezogen (withdrawn)                                        |
| Hellblau | PO                 | nur am Training teilgenommen (practiced only)                    |
| Hellblau | TD                 | Freitags-Testfahrer (test driver)                                |
| ohne     | DNP                | nicht am Training teilgenommen (did not practice)                |
| ohne     | INJ                | verletzt oder krank (injured)                                    |
| ohne     | EX                 | ausgeschlossen (excluded)                                        |
| ohne     | DNA                | nicht erschienen (did not arrive)                                |
| ohne     | C                  | Rennen abgesagt (cancelled)                                      |
| ohne     | keine WM-Teilnahme |                                                                  |
| sonstige | P/fett             | Pole-Position                                                    |
| sonstige | 1/2/3/4/5/6/7/8    | Punktplatzierung im Sprint-/Qualifikationsrennen                 |
| sonstige | SR/kursiv          | Schnellste Rennrunde                                             |
| sonstige | *                  | nicht im Ziel, aufgrund der zurückgelegten Distanz aber gewertet |
| sonstige | ()                 | Streichresultate                                                 |
| sonstige | unterstrichen      | Führender in der Gesamtwertung                                   |

### Statistik in der Formel-1-Weltmeisterschaft
Diese Statistik umfasst alle Teilnahmen des Fahrers an der Formel-1-Weltmeisterschaft.

#### Sprint-Siege
- 2023:  Katar (Doha)

- 2024:  Katar (Doha)

#### Grand-Prix-Siege
- 2024:  Ungarn (Budapest)
- 2024:  Aserbaidschan (Baku)
- 2025:  China (Shanghai)
- 2025:  Bahrain (as-Sachir)
- 2025:  Saudi-Arabien (Dschidda)
- 2025:  Miami (Miami Gardens)
- 2025:  Spanien (Barcelona)
- 2025:  Belgien (Spa-Francorchamps)

#### Gesamtübersicht
(Stand: Großer Preis von Ungarn, 3. August 2025)
| Saison | Team            | Chassis       | Motor                 | Rennen | Siege | Zweiter | Dritter | Poles | schn. Rennrunden | Punkte | WM-Pos. |
| ------ | --------------- | ------------- | --------------------- | ------ | ----- | ------- | ------- | ----- | ---------------- | ------ | ------- |
| 2023   | McLaren F1 Team | McLaren MCL60 | Mercedes 1.6 V6 Turbo | 22     | –     | 1       | 1       | –     | 2                | 97     | 9.      |
| 2024   | McLaren F1 Team | McLaren MCL38 | Mercedes 1.6 V6 Turbo | 24     | 2     | 4       | 2       | –     | 1                | 292    | 4.      |
| 2025   | McLaren F1 Team | McLaren MCL39 | Mercedes 1.6 V6 Turbo | 14     | 6     | 3       | 3       | 4     | 4                | 284    | 1.      |
| Gesamt | Gesamt          | Gesamt        | Gesamt                | 60     | 8     | 8       | 6       | 4     | 7                | 673    |         |

#### Einzelergebnisse
| Saison | 1  | 2 | 3  | 4  | 5   | 6  | 7  | 8  | 9  | 10 | 11 | 12   | 13 | 14 | 15 | 16 | 17 | 18  | 19 | 20 | 21 | 22 | 23 | 24 |
| ------ | -- | - | -- | -- | --- | -- | -- | -- | -- | -- | -- | ---- | -- | -- | -- | -- | -- | --- | -- | -- | -- | -- | -- | -- |
| 2023   |    |   |    |    |     |    |    |    |    |    |    |      |    |    |    |    |    |     |    |    |    |    |    |    |
| DNF    | 15 | 8 | 11 | 19 | C   | 10 | 13 | 11 | 16 | 4  | 5  | DNF2 | 9  | 12 | 7  | 3  | 21 | DNF | 9  | 14 | 10 | 6  |    |    |
| 2024   |    |   |    |    |     |    |    |    |    |    |    |      |    |    |    |    |    |     |    |    |    |    |    |    |
| 8      | 4  | 4 | 8  | 87 | 136 | 4  | 2  | 5  | 7  | 2  | 4  | 1    | 2  | 4  | 2  | 1  | 3  | 5   | 8  | 82 | 7  | 31 | 10 |    |
| 2025   |    |   |    |    |     |    |    |    |    |    |    |      |    |    |    |    |    |     |    |    |    |    |    |    |
| 9      | 12 | 3 | 1  | 1  | 12  | 3  | 3  | 1  | 4  | 2  | 2  | 12   | 2  |    |    |    |    |     |    |    |    |    |    |    |

| Legende  | Legende            | Legende                                                          |
| Farbe    | Abkürzung          | Bedeutung                                                        |
| -------- | ------------------ | ---------------------------------------------------------------- |
| Gold     | –                  | Sieg                                                             |
| Silber   | –                  | 2. Platz                                                         |
| Bronze   | –                  | 3. Platz                                                         |
| Grün     | –                  | Platzierung in den Punkten                                       |
| Blau     | –                  | Klassifiziert außerhalb der Punkteränge                          |
| Violett  | DNF                | Rennen nicht beendet (did not finish)                            |
| Violett  | NC                 | nicht klassifiziert (not classified)                             |
| Rot      | DNQ                | nicht qualifiziert (did not qualify)                             |
| Rot      | DNPQ               | in Vorqualifikation gescheitert (did not pre-qualify)            |
| Schwarz  | DSQ                | disqualifiziert (disqualified)                                   |
| Weiß     | DNS                | nicht am Start (did not start)                                   |
| Weiß     | WD                 | zurückgezogen (withdrawn)                                        |
| Hellblau | PO                 | nur am Training teilgenommen (practiced only)                    |
| Hellblau | TD                 | Freitags-Testfahrer (test driver)                                |
| ohne     | DNP                | nicht am Training teilgenommen (did not practice)                |
| ohne     | INJ                | verletzt oder krank (injured)                                    |
| ohne     | EX                 | ausgeschlossen (excluded)                                        |
| ohne     | DNA                | nicht erschienen (did not arrive)                                |
| ohne     | C                  | Rennen abgesagt (cancelled)                                      |
| ohne     | keine WM-Teilnahme |                                                                  |
| sonstige | P/fett             | Pole-Position                                                    |
| sonstige | 1/2/3/4/5/6/7/8    | Punktplatzierung im Sprint-/Qualifikationsrennen                 |
| sonstige | SR/kursiv          | Schnellste Rennrunde                                             |
| sonstige | *                  | nicht im Ziel, aufgrund der zurückgelegten Distanz aber gewertet |
| sonstige | ()                 | Streichresultate                                                 |
| sonstige | unterstrichen      | Führender in der Gesamtwertung                                   |